# Arizona Accelerator Mass Spectrometry Laboratory
L'Arizona Accelerator Mass Spectrometry Laboratory est un laboratoire de spectrométrie de masse, situé dans l'Arizona, qui se concentre sur l'étude des isotopes cosmogéniques et en particulier l'étude de radiocarbone, ou carbone 14. Il a été créé en 1981 par l'université de l'Arizona.
En tant que laboratoire, une partie de son objectif est de fonctionner comme un centre de recherche, centre de formation, et de ressources pour la communauté en général.
Sa mission officiellement déclarée est de mener une recherche originale sur les isotopes cosmogéniques.
Ce laboratoire est principalement utilisé pour fournir des mesures de radiocarbone. Ainsi, la couverture des domaines de recherche est multidisciplinaire, tandis que la couverture des objets de datation par le carbone 14 comprend l'intérêt général et l'intérêt scientifique. Par exemple, la datation des manuscrits de la mer Morte a été réalisée en utilisant cette méthode.